# Brüggefeld
Brüggefeld ist eine Ortslage des Flecken Lauenförde im Landkreis Holzminden in Niedersachsen.

## Beschreibung
Brüggefeld liegt etwa drei Kilometer östlich von Lauenförde am Westhang des Sollings.
Aus einem ehemaligen Vorwerk der Domäne Lauenförde
entstand eine Streusiedlung aus fünf Anwesen.
Etwa 1,2 Kilometer westlich des heutigen Brüggefeld wurden 1542 Bauern aus Würgassen und Herstelle bei dem Brüggeborn angesiedelt. Wenige Jahre später wurde die Ansiedlung wieder zerstört. Der Ortsname bezog sich auf eine heute nicht mehr vorhandene Quelle, die 1603 als Brüggefelder Born genannt wurde. Die beim Brüggeborn gelegene Flur wurde wohl als Brüggebornsfeld und später verkürzt Brüggefeld bezeichnet.

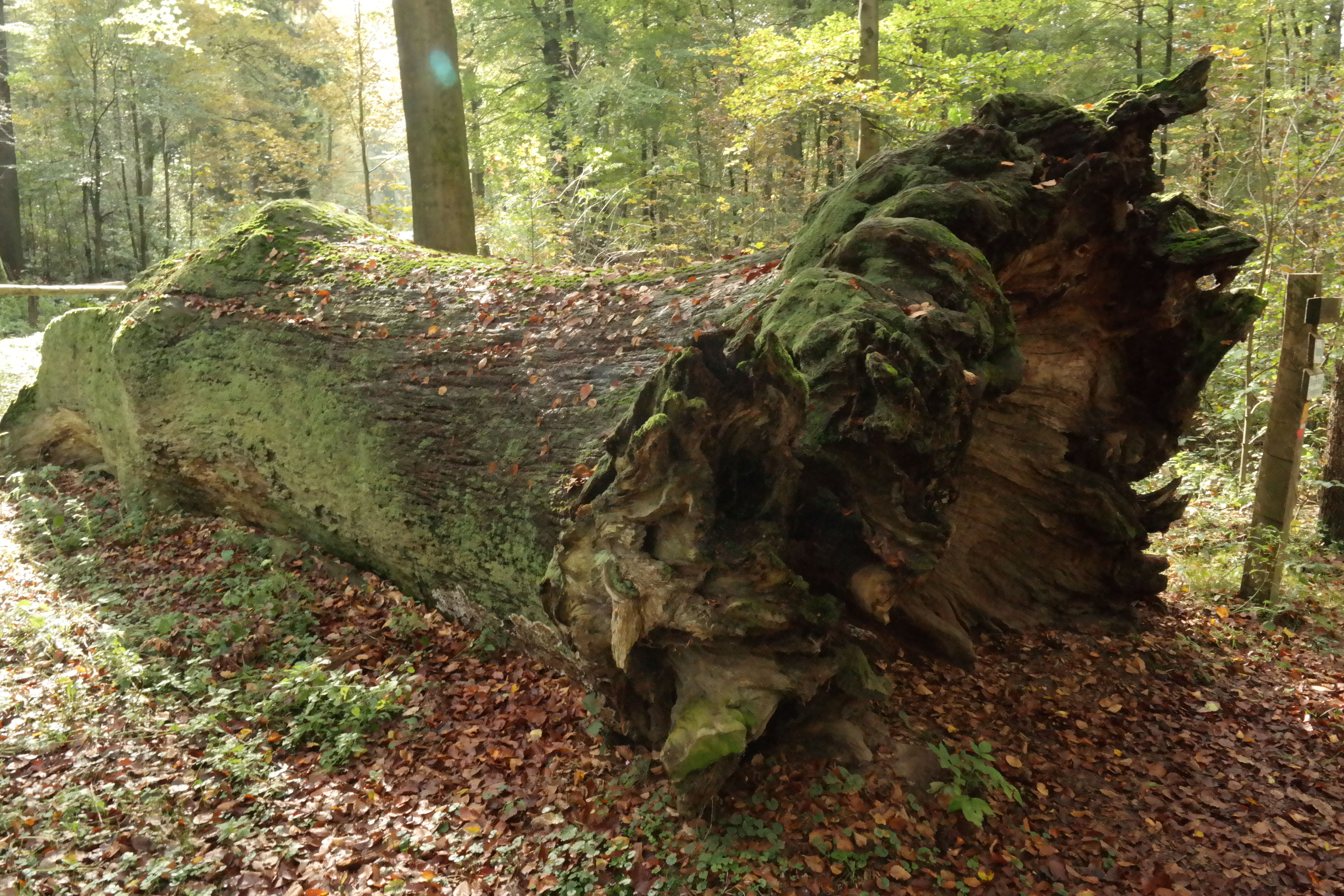
Umgestürzte Donnereiche (2014)

Im Jahr 1880 rodete die Domäne Lauenförde den 330 ha großen Forstort Brüggefeld und errichtete ein Vorwerk.
1893–1894 wurde unmittelbar angrenzend, aber schon im gemeindefreien Gebiet Solling des heutigen Landkreises Northeim, die Revierförsterei Brüggefeld gebaut.
Beim Forsthaus gab es einige nennenswerte Bäume: Die vermutlich im Jahr 2000 zusammengebrochene 600–800 Jahre Missionseiche war mit 9,9 m Umfang ehemals die stärkste Eiche im Solling. Unter dem Baum fanden bis zum Ersten Weltkrieg Andachten statt.
Das Naturdenkmal Donnereiche etwa einen Kilometer nordöstlich von  Brüggefeld wurde 1972 von einem Sturm umgeworfen.
Heutige Naturdenkmale sind eine Weißtanne vor der Försterei sowie „die dickste Buche im Solling“ einige Meter südlich.
Parkplätze bei Brüggefeld sind Ausgangspunkt von Wanderwegen im Naturpark Solling-Vogler. Etwa einen Kilometer südlich von Brüggefeld liegt der Dreiländerpunkt von Niedersachsen, Hessen und Nordrhein-Westfalen.